# Olga Wiktorowna Neljubowa
Olga Wiktorowna Neljubowa (russisch О́льга Ви́кторовна Нелю́бова, engl. Transkription Olga Nelyubova; * 12. Juli 1964) ist eine ehemalige russische Mittelstreckenläuferin, die bis 1991 für die Sowjetunion an den Start ging. Ihren größten Erfolg feierte sie mit dem Vizehalleneuropameistertitel über 800 Meter 1988 in Budapest.

## Sportliche Laufbahn
Erste internationale Erfahrungen sammelte Olga Neljubowa im Jahr 1988, als sie bei den Halleneuropameisterschaften in Budapest in 2:01,61 min auf Anhieb die Silbermedaille hinter der Westdeutschen Sabine Zwiener gewann. 1997 erreichte sie bei den Weltmeisterschaften in Athen das Finale über 1500 Meter und belegte dort in 4:07,34 min den siebten Platz. Anschließend wurde sie beim IAAF Grand Prix Final in Fukuoka in 5:08,05 min Zwölfte über die Meile. Im Jahr darauf schied sie bei den Europameisterschaften in Budapest mit 4:11,79 min in der Vorrunde im 1500-Meter-Lauf aus und 1999 schied sie bei den Weltmeisterschaften in Sevilla mit 4:06,01 min ebenfalls in der ersten Runde aus. 2000 belegte sie beim Grand Prix Final in Doha in 4:19,95 min den sechsten Platz und im Jahr darauf verzichtete sie bei den Weltmeisterschaften im kanadischen Edmonton im Semifinale auf ein Antreten. 2002 beendete sie dann ihre aktive sportliche Karriere im Alter von 38 Jahren.
1998 wurde Neljubowa russische Meisterin im 1500-Meter-Lauf.

## Persönliche Bestleistungen
- 800 Meter: 1:59,29 min, 8. Juli 1997 in Tula
  - 800 Meter (Halle): 2:01,40 min, 20. Februar 1988 in Moskau
- 1500 Meter: 4:01,42 min, 8. August 1998 in Monaco
  - 1500 Meter (Halle): 4:12,46 min, 10. Februar 1988 in Wolgograd
- Meile: 4:29,28 min, 20. Juli 2002 in Heusden-Zolder
- 3000 Meter: 8:47,90 min, 27. Juli 2002 in Danzig